# Shōta Arai
Shōta Arai (jap. 新井 章太 Arai Shōta; ur. 1 listopada 1988) – japoński piłkarz występujący na pozycji bramkarza. Obecnie występuje w Kawasaki Frontale.

## Kariera klubowa
Od 2011 roku występował w klubach Tokyo Verdy i Kawasaki Frontale.